# Thomas Jefferson Campbell
Thomas Jefferson Campbell (* 1786 im Rhea County, Tennessee; † 13. April 1850 in Washington, D.C.) war ein US-amerikanischer Politiker. Zwischen 1841 und 1843 vertrat er den Bundesstaat Tennessee im US-Repräsentantenhaus.

## Werdegang
Das genaue Geburtsdatum sowie der Geburtsort von Thomas Campbell sind unbekannt. Er besuchte die öffentlichen Schulen seiner Heimat. Während des Britisch-Amerikanischen Krieges war er in den Jahren 1813 und 1814 im Stab des Kommandeurs der Miliztruppe des östlichen Teils von Tennessee. Zwischen 1817 und 1819 war er Verwaltungsangestellter im Repräsentantenhaus von Tennessee. Diese Tätigkeit übte er auch im Jahr 1821 sowie von 1825 bis 1831 aus. Von 1833 bis 1837 gehörte er dieser Parlamentskammer als Abgeordneter an. Politisch wurde Campbell in den 1830er Jahren Mitglied der Whig Party.
Bei den Kongresswahlen des Jahres 1840 wurde er im vierten Wahlbezirk von Tennessee in das US-Repräsentantenhaus in Washington gewählt, wo er am 4. März 1841 die Nachfolge von Julius W. Blackwell antrat. Da er im Jahr 1842 nicht bestätigt wurde, konnte er bis zum 3. März 1843 nur eine Legislaturperiode im Kongress absolvieren. Diese war von den Diskussionen zwischen seiner Partei und Präsident John Tyler bestimmt. Außerdem wurde bereits damals über eine mögliche Annexion der seit 1836 von Mexiko unabhängigen Republik Texas debattiert.
Von 1847 bis zu seinem Tod am 13. April 1850 war Thomas Campbell bei der Kongressverwaltung angestellt. Er wurde in Calhoun beigesetzt.